# Rue Jules-Isaac
La rue Jules-Isaac est une voie marseillaise située dans les 8e et 9e arrondissements de Marseille. 

## Situation et accès
Elle va du boulevard Luce au boulevard de la Concorde.
Cette rue étroite est parallèle au boulevard Michelet sur toute sa longueur. Elle mesure 1 020 mètres de long pour 7 mètres de large, après délibération du Conseil municipal du 27 juin 1966.

## Origine du nom
La rue doit son nom à Jules Isaac (1877-1963), historien français.

## Historique
Elle s'appelait auparavant « Ancien chemin de Mazargues » et « Chemin du Four-Neuf », d'après un four datant de 1790 se trouvant dans une des villas de la rue.
La rue est classée dans la voirie de Marseille le 9 juillet 1959.
Elle prend sa dénomination actuelle après délibération du Conseil municipal du 27 juin 1966.

## Bâtiments remarquables et lieux de mémoire
- Aux numéros 92 et 94 se trouve l’ancien stade Paul-Le Cesne, baptisé depuis 2018 « OM Campus », abritant trois terrains destinés à l’équipe féminine ainsi qu’aux « minots » de l’Olympique de Marseille[2].